# 16765 Аньєзі
16765 Аньє́зі (16765 Agnesi) — астероїд головного поясу, відкритий 16 жовтня 1996 року.
Тіссеранів параметр щодо Юпітера — 3,362.